# Turismo en Alemania

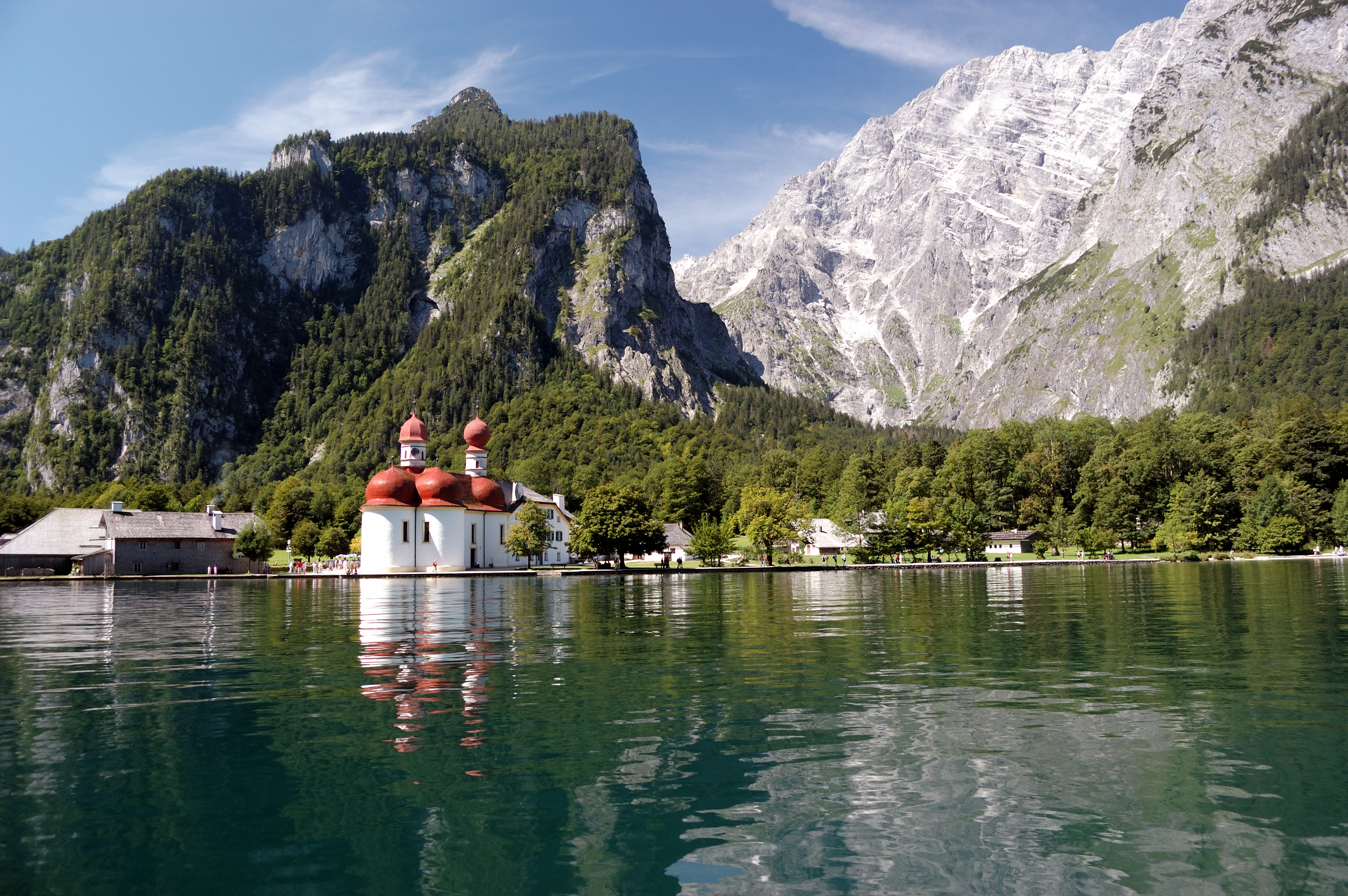
Baviera es el estado alemán más visitado.

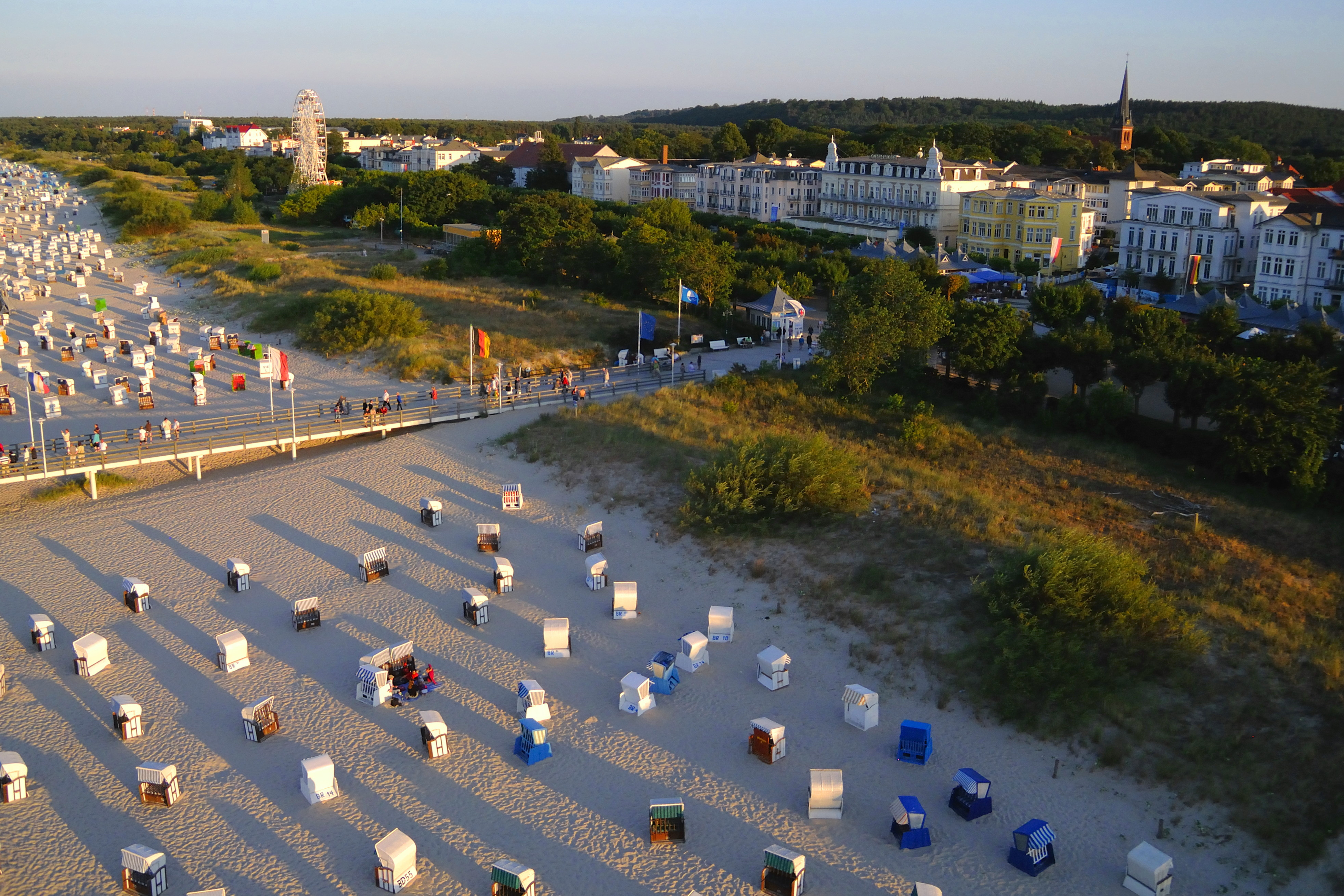
Mecklemburgo-Antepomerania, con sus playas en el mar Báltico, es el estado alemán con mayor densidad de turistas. Está convenientemente situado entre las ciudades de Berlín y Hamburgo.

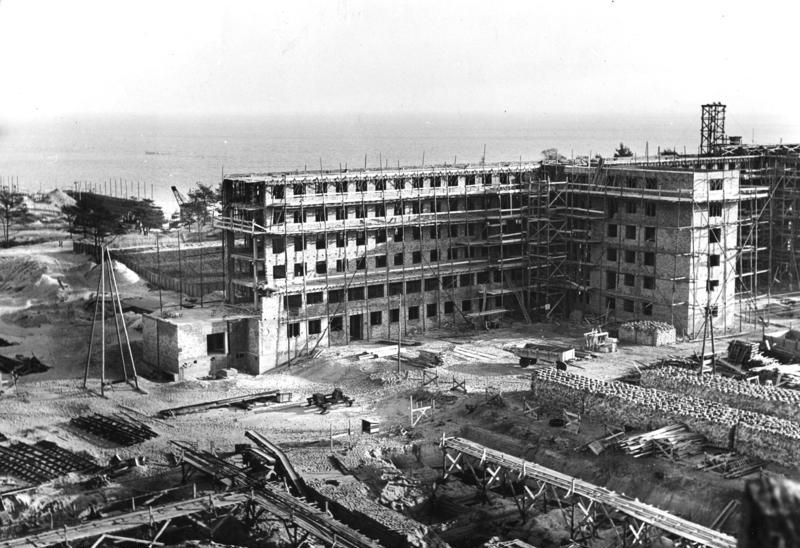
El complejo turístico de Prora, construido durante la Alemania nazi, fue restaurado en los años 2010.

El turismo en Alemania constituye un sector económico de primer orden, llegando a facturar en 2018 más que el de construcción de maquinaria. El país es el octavo más visitado del mundo y el cuarto dentro de la Unión Europea (UE). La mayoría de los turistas extranjeros provienen de Países Bajos, seguido por suizos y estadounidenses. Además, un tercio de los alemanes pasan sus vacaciones en su propio país. Así por ejemplo, en 2018, 34 por ciento de los turistas nacionales pasaron sus vacaciones en Alemania, teniendo por destino principal Mecklemburgo-Pomerania Occidental gracias a sus playas en el mar Báltico.
En 2017, 37 millones de turistas internacionales llegaron a Alemania e hicieron 84 millones de pernoctaciones, trayendo millones de euros en ingresos al país. Los viajes y el turismo nacionales e internacionales se combinaron directamente para contribuir con más de 290 millardos de euros al PIB alemán. En 2018 el turismo en Alemania registró un nuevo récord con un total de 477,6 millones de pernoctaciones de turistas (nacionales e internacionales), un 4% más que en 2017, según datos de la Oficina Federal de Estadística de Alemania (Destadis).
La ITB Berlín es la feria líder de la industria turística mundial.